# Міка (Муреш)
Міка (рум. Mica) — село у повіті Муреш в Румунії. Адміністративний центр комуни Міка.
Село розташоване на відстані 251 км на північний захід від Бухареста, 22 км на південний захід від Тиргу-Муреша, 76 км на південний схід від Клуж-Напоки, 121 км на північний захід від Брашова.

## Населення
За даними перепису населення 2002 року у селі проживали 583 особи.
Національний склад населення села:
| Національність | Кількість осіб | Відсоток |
| -------------- | -------------- | -------- |
| угорці         | 518            | 88,9%    |
| румуни         | 64             | 11,0%    |

Рідною мовою назвали:
| Мова      | Кількість осіб | Відсоток |
| --------- | -------------- | -------- |
| угорська  | 518            | 88,9%    |
| румунська | 64             | 11,0%    |